# Bataille du Chesne et de Buzancy
Première Guerre mondiale
Batailles
Front d'Europe de l’Ouest
- Liège (8-1914)
- Namur (8-1914)
- Frontières (8-1914)
- Anvers (9-1914)
- Grande Retraite (9-1914)
- Marne (9-1914)
- Course à la mer (9-1914)
- Yser (10-1914)
- Messines (10-1914)
- Ypres (10-1914)
- Givenchy (12-1914)
- 1re Champagne (12-1914)
- Hartmannswillerkopf (1-1915)
- Neuve-Chapelle (3-1915)
- 2e Ypres (4-1915)
- Colline 60 (4-1915)
- Artois (5-1915)
- Festubert (5-1915)
- Quennevières (6-1915)
- Linge (7-1915)
- 2e Artois (9-1915)
- 2e Champagne (9-1915)
- Loos (9-1915)
- Verdun (2-1916)
- Redoute Hohenzollern (3-1916)
- Hulluch (4-1916)
- 1re Somme (7-1916)
- Fromelles (7-1916)
- Arras (4-1917)
- Vimy (4-1917)
- Chemin des Dames (4-1917)
- 3e Champagne (4-1917)
- 2e Messines (6-1917)
- Passchendaele (7-1917)
- Cote 70 (8-1917)
- 2e Verdun (8-1917)
- Malmaison (10-1917)
- Cambrai (11-1917)
- Bombardements de Paris (1-1918)
- Offensive du Printemps (3-1918)
- Lys (4-1918)
- Aisne (5-1918)
- Bois Belleau (6-1918)
- 2e Marne (7-1918)
- 4e Champagne (7-1918)
- Château-Thierry (7-1918)
- Le Hamel (7-1918)
- Amiens (8-1918)
- Cent-Jours (8-1918)
- 2e Somme (9-1918)
- Bataille de la ligne Hindenburg
- Meuse-Argonne (10-1918)
- Cambrai (10-1918)

Front italien
Front d'Europe de l’Est
Front des Balkans
Front du Moyen-Orient
Front africain
Bataille de l'Atlantique
La bataille du Chesne et de Buzancy est une bataille de la Première Guerre mondiale qui s'est déroulée dans les Ardennes du 1er  au 5 novembre 1918.
À l'extrémité sud de la Hunding Stellung, la 4e armée Gouraud et la 1re armée américaine attaquent le 1er novembre, entre Aisne et Meuse, en direction de Mézières-Sedan, progressent, en quatre jours, de 15  à   20 kilomètres poursuivant les Allemands en retraite jusqu'au canal des Ardennes. La Brunehilde et la Kriemhilde Stellung sont rompues.

## Contexte
Installé à Sainte-Menehould, le général Maistre, chargé par Foch de coordonner l'opération, réunit en conférence Gouraud et Liggett et combine une série d'offensives pour déborder par l'est le front de l'Aisne (Rethel-Attigny); objectif de la 4e armée française : Le Chesne et pour la 1re armée américaine : Buzancy.

## Forces en présence

### Forces Alliées
- 4e armée française
  - 14e corps (22e DI et 124e DI), 9e corps (120e DI, 40e et 42e DI), 38e corps (71e, 74e DI et 1re DCP)
- 1re armée américaine (12 divisions)
  - 1er corps d'armée, 5e corps d'armée, 3e corps d'armée

### Empire allemand
- IIIe armée
- Ve armée

## Déroulement de la bataille
- 1er novembre
  - Le 14e CA franchit l'Aisne et son canal et prend les positions de von Einem au nord-est de Voncq, le 38e CA celles à l'est de Savigny-sur-Aisne.
  - Liggett, avec ses trois corps, bouscule von der Marwitz et atteint la route Buzancy-Barricourt, contraignant les allemands à évacuer leur artillerie. Profitant de ce succès, Maistre demande à Gouraud de pousser sur le plateau de Falaise et sur les Alleux et de s'emparer des passages du canal des Ardennes à Semuy.
- 2 novembre

Von Einem se replie pour s'aligner sur von der Marwitz mais celui-ci est enfoncé jusqu'à Buzancy et Briquenay, permettant à Gouraud d'atteindre Longwé (217e RI). Dans la nuit du 2 au 3, Von Einem reçoit l'ordre du Kronprinz de se replier sur la ligne Semuy-Le-Chesne-Osches, derrière le canal des Ardennes.
- 3 novembre

Après 20 kilomètres de poursuite, la fatigue ralentit les alliés. Toutefois, Gouraud borde le canal des Ardennes, Liggett atteint Osches, Halles et Mont-devant Sassey, le 3e corps domine la Meuse à quelques kilomètres de Stenay. Plus important, le soir du 3, les canons à longue portée peuvent prendre sous leurs feux les voies ferrées de Montmédy, Longuyon et Conflans. La rocade allemande est perdue.
- 4 novembre

Acculé à la Meuse entre Sassey et Beaumont, le Kronprinz fait repasser le fleuve aux deux corps de la Ve armée. Le soir, le 3e corps américain arrive devant Stenay et le 5e aux abords de Beaumont.
- 5 novembre

Gouraud avance le long du canal des Ardennes, Liggett occupe Beaumont, franchit la Meuse à Brielles et à Cléry : Le pivot de Stenay est pris à revers.

## Bilan
Cette poussée des forces franco-américaines oblige le quartier-maitre général von Grœner, successeur de Ludendorff, à raccourcir son front, donc se replier sur une nouvelle position entre Anvers et la Meuse, mais cette position de défense n'est pas du tout préparée. La grande retraite commence le 5 novembre. Sur un front de 400 kilomètres, les armées de Foch entament la poursuite.